# Trinity (datorspel)
Trinity är ett textäventyrsspel utformat av Brian Moriarty och utgivet av Infocom 1986.
Spelet är uppdelat i flera delar. Berättelsen börjar i Kensington Gardens i London, där man är en turist fast besluten att njuta av sin sista semesterdag. (Trots en del oroligheter mellan supermakterna.) Men efter att man har utforskat parken utvecklar det sig snart till en mardröm då en kärnvapenmissil hotar staden med plötslig död, som början på ett krig. Men tiden saktar ner medan den närmar sig och om man är sinnrik och snabb nog, försvinner man genom en mystisk vit dörr in i en fantasivärld fylld av gigantiska flugsvampar och underliga varelser. I de följande delarna som utgår från denna värld måste man resa genom tid och rum för att få tag på olika saker. Äventyret kommer att leda en från tundra till en tropisk ö, från djupt under marken till rymdens höjder. Förutom att samla på sig saker ska man också lösa problem, ge saker till andra och få hjälp, men man tvingas även att fatta obekväma beslut som att döda djur. Vid vissa ögonblick får man höra en mystisk röst, mest får man höra ordvitsar från den. Man kan gå till de olika delarna i spelet i valfri ordning, men den sista delen ska äga rum vid Trinitytestet i New Mexico.
Vid Trinitytestet ska man sabotera kärnvapenprovet för att ändra vad som ska ske. Om man lyckas, får man höra från den mystiska rösten att allt ens arbete ledde till att kärnvapenprovet blev mycket mindre kraftfullt. Utan ens ansträngningar skulle testet ha eliminerat hela New Mexico. Berättelsen slutar med att man åter är i London, där ett flyglarm låter, det är oklart vad som händer därefter.
Med spelet följer även en karta över Trinitytestet, ett solur i papp, serietidningen The Illustrated Story of the Atom Bomb (en "pedagogisk" serietidning med ironiska uttalanden om känslorna av patriotism, idealism och jingoism kring produktionen av kärnvapen, tidningen har också ledtrådar till spelet) och instruktioner för hur man viker en papperstrana (en referens till Sadako Sasaki).

## Mottagande
1996 satte Next Generation spelet på plats 100 i i sin lista över de då 100 bästa spelen. Senare samma år satte Computer Gaming World spelet på plats 120 i i sin lista över de då 150 bästa spelen.
Speldesignern och programmeraren Jonathan Blow har nämnt att spelet var en formativ influens för honom.